# 霍爾迪亞
霍尔迪亚（Haldia）是印度的城市，由西孟加拉邦負責管轄，位於該國東北部，距離首府加爾各答50公里，海拔高度8米，每年平均降雨量約2,000毫米，2011年人口200,762。